# フェリクス3世 (ローマ教皇)
フェリクス3世（Felix III, ? - 492年3月1日）は、第48代ローマ教皇（在位：483年3月13日 - 492年3月1日）。カトリック教会で聖人とされる。